# Apollinaire de Tambèla

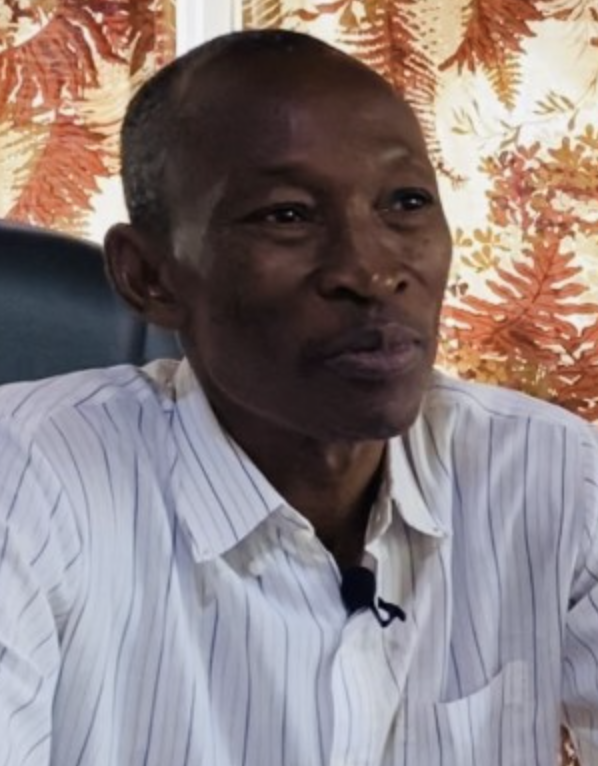
Apollinaire de Tambèla (2022)

Apollinaire Joachim Kyélem de Tambèla (* 1955 in Koupéla, Kouritenga) ist ein burkinischer Staatsmann und Anwalt am Berufungsgericht von Ouagadougou. Vom 21. Oktober 2022 bis zum 6. Dezember 2024 war er Ministerpräsident von Burkina Faso. Er wurde vom Interimspräsidenten Ibrahim Traoré ernannt.
Einen Teil seines Studiums absolvierte er in Frankreich an der Juristischen Fakultät in Nizza. Er gehörte zu der Gruppe von Studenten, die den Revolutionsführer Thomas Sankara unterstützten. Er gilt als Politiker und stand der Opposition nahe. Kurz vor seiner Ernennung hatte er die Abschaffung des Postens vorgeschlagen.